# Жіноча збірна Туреччини з хокею із шайбою
Жіноча збірна Туреччини з хокею із шайбою  — національна жіноча збірна команда Туреччини, яка представляє країну на міжнародних змаганнях з хокею. Опікується збірною Турецька хокейна федерація. Хокеєм у країні займається 455 жінок.

## Історія
Жіночий хокей почав розвиватись у Туреччині в 2005 році з утворення жіночих клубів в Анкарі. Перші офіційні змагання провели у 2006 році. Жіноча хокейна ліга створена 17 лютого 2007 року за участю 6 команд з Анкари і однієї команди з Ізміту.
Жіноча збірна Туреччини свою першу гру провела у 2007 році в п'ятому дивізіоні у румунськомі місті М'єркуря-Чук.

## Результати

### Виступи на чемпіонатах світу
- 2007 – 6 місце (Дивізіон IV)
- 2008 – 6 місце (Дивізіон IV)
- 2013 – 1 місце (Дивізіон ІІВ, кваліфікація)
- 2014 – 6 місце (Дивізіон ІІВ)
- 2015 – 1 місце (Дивізіон ІІВ, кваліфікація)
- 2016 – 6 місце (Дивізіон ІІВ)
- 2017 – 5 місце (Дивізіон ІІВ)
- 2018 – 5 місце (Дивізіон ІІВ)
- 2019 – 4 місце (Дивізіон ІІВ)
- 2020 – 4 місце (Дивізіон ІІВ)
- 2022 – 3 місце (Дивізіон ІІВ)
- 2024 – 5 місце (Дивізіон ІІВ)
- 2025 – 6 місце (Дивізіон ІІВ)

### Виступи на чемпіонатах Європи
Жіноча збірна Туреччини не брала участі у чемпіонаті Європи.

### Виступи на Олімпійських іграх
Жіноча збірна Туреччини жодного разу не кваліфікувалась на Олімпійський хокейний турнір.